# 웬록 올림픽
웬록 올림픽(영어: Wenlock Olympic)은 1850년을 시작으로 4년마다 열리고 있는 스포츠 경기 대회로, 머치웬록 주민들의 건강 증진을 목적으로 하여, 고대 올림픽을 모방해 만든 경기이다.

## 역사

### 웬록 올림픽의 과거와 현재
웬록이라는 이름으로 더 잘 알려진 머치웬록은 영국의 슈롭셔주(Shropshire)에 있는 작은 시골마을이다. 이 마을의 유명한 의사이자, 교사인 윌리엄 페니 브룩스(William Penny Brookes)가 고대 올림픽을 상상하면서 만든 것이다. 마을 사람들의 건강을 증진시키기 위하여, 실외 스포츠 대회를 하려는 의도로 개최하였다. 4년마다 한 번씩 개최되며 지금까지도 하는 중이다. 2006년 기준 40회를 맞았다. 2010년에 제 41회 웬록 올림픽의 개최지는 최초의 웬록 올림픽 개최지인 머치웬록으로 지정되었다.

### 웬록 올림픽과 근대 올림픽
본래 일종의 지역 경기 대회에 지나지 않던 웬록 올림픽은 근대 올림픽의 부활 시초가 되었던 것으로 유명하다. 웬록 올림픽의 개최는 그 작은 규모에도 불구하고, 귀족들 사이에서 발이 넓고 친분이 두터웠던 프랑스의 귀족이자, 근대 올림픽 부활 운동의 지도자인 피에르 드 쿠베르탱의 지지를 얻어냈다. 본래 웬록 올림픽은 주변 스포츠 동호회의 지지도 못 받아내는 수준이었으나, 근대 올림픽의 창설을 기도하던 쿠베르탱 남작의 열렬한 지지를 받은 뒤, 그리스의 기업인인 에방겔리스 자파스를 비롯한 올림픽 부활 운동에 참가했던 후원자들 모두가 웬록 올림픽을 지지하게 되었다. 이것의 여파는 대단해서 지지를 얻은 지 불과 2년 만에 IOC가 창립되었을 정도였다.

## 종목
- 차 빨리 마시기
- 고리 던져 막대에 걸기
- 공 밀어내기 (크리켓)
- 눈을 가린채로 손수레 밀기
- 풋볼
- 돼지잡기

## 영향
2012년 하계 올림픽의 마스코트인 웬록은 웬록 올림픽의 영향을 받아 이름이 붙여졌다.

## 같이 보기
- 영국 올림픽 협회
- 국제 올림픽 위원회